# 八戶市
八戶市（日语：／ Hachinohe shi */?）是位於日本青森縣東南部的城市，為中核市之一。轄區地處在被台地包圍的平原上，東邊面向太平洋，當地人口則集中在本八戶站周圍的市區。八戶市在江戶時代為八戶藩的城下町，現今為縣內人口第二大的城市，也是青森縣南部的中心都市和北東北地區重要的工業都市。市內的八戶港同時兼有工業港口和商業港口等多重用途。當地相當盛行滑冰和冰球，因此有「冰都」的美名。 
自東北新幹線的盛岡站至八戶站開通後，八戶市往返東京的時間大幅縮短，使當地成為北東北重要的陸海空交通樞紐。而八戶市也利用其豐富的水產資源發展以水產加工為主的食品製造業。當地的傳統藝能八戶三社大祭、擊鞠等都被指定為日本的重要無形民俗文化財，傳統工藝品方面則有八幡馬、八戶燒、南部姬鞠等。 

## 地理
八戶市境內約33%的面積被森林覆蓋，22%的土地為農業用地。市區坐落在馬淵川與新井田川的河口中心，其周圍則被海拔200至250公尺的台地包圍。東南部的種差海岸則位於三陸復興國立公園的範圍內。流經市內馬淵川與新井田川則將平原地帶分為三塊。奧入瀨溪流流經北部邊界，並在東邊注入太平洋。而新井田川上游的青葉湖為世增水壩的人工湖。

### 氣候
八戶市屬於太平洋側氣候。根據統計，當地的年均溫約為10℃，年降雨量則約1000毫米。夏季受到挾帶涼冷潮濕空氣的東北風影響，氣溫較涼爽且潮濕，冬季則多為晴天且降雪量較少。

## 歷史
八戶市自古便有人類居住，境內曾發掘出屬於繩紋時代的長七谷地貝塚、是川遺跡、風張遺跡等。其中風張遺跡曾出土合掌的土偶，並且被指定為日本的國寶。而是川遺跡則於2021年7月被列為日本北部的繩紋史前遺址群之一，並且被並且被聯合國教科文組織登陸為世界文化遺產。市內也曾發掘出飛鳥時代至平安時代的丹後平古墳群。
平安時代後期，岩手縣北部至青森縣東部被稱為糠部郡，郡内依據九戶四門的制度劃分為一戶至九戶。「八戶」此一地名便是在此時出現。建武元年（1334年），甲斐國的南部師行奉命在現今的八戶市根城建立治理北東北的據點。明德4年（1393年），南部政光在南北朝合併後將根據地從甲斐移往八戶。天正20年（1592年），根城在豐臣秀吉的命令下被拆毀。
寛永4年（1627年），八戶氏的八戶直義奉盛岡藩初代藩主南部利直之命，將根據地從根城移至閉伊郡的遠野地區（現岩手縣内）。寛文4年（1664年），第2代藩主南部重直病逝後，德川家綱下令將盛岡藩中的8萬石分封給重直之弟南部重信，包含八戶城及其周圍城下町的2萬石則分封給南部直房。於是八戶藩從盛岡藩分離並正式成立，而八戶城周圍的城下街區風貌則延續至現今。
昭和4年（1929年），八戶町、小中野町、湊町與鮫村合併成八戶市。平成17年（2005年），南鄉村與八戶市合併成現今的八戶市。

## 行政
現任市長熊谷雄一於2021年10月在選舉中當選，其任期將持續至2025年11月。

### 歷任市長
| 任次  | 姓名       | 就任年月日                 | 退任年月日                 |
| ----- | ---------- | -------------------------- | -------------------------- |
| 1     | 近藤喜衛   | 1929年（昭和4年）9月22日   | 1930年（昭和5年）5月19日   |
| 2-4   | 神田重雄   | 1930年（昭和5年）8月18日   | 1942年（昭和17年）8月17日  |
| 5     | 山內亮     | 1942年（昭和17年）10月1日  | 1946年（昭和21年）5月17日  |
| 6-7   | 夏堀悌二郎 | 1946年（昭和21年）7月20日  | 1951年（昭和26年）4月4日   |
| 8     | 村井倉松   | 1951年（昭和26年）4月25日  | 1953年（昭和28年）10月23日 |
| 9-11  | 岩岡德兵衛 | 1953年（昭和28年）12月8日  | 1965年（昭和40年）11月16日 |
| 12    | 中村拓道   | 1965年（昭和40年）11月17日 | 1969年（昭和44年）11月16日 |
| 13-17 | 秋山皐二郎 | 1969年（昭和44年）11月16日 | 1989年（平成元年）11月16日 |
| 18-20 | 中里信男   | 1989年（平成元年）11月17日 | 2001年（平成13年）11月16日 |
| 21    | 中村壽文   | 2001年（平成13年）11月17日 | 2005年（平成17年）11月16日 |
| 22-25 | 小林真     | 2005年（平成17年）11月17日 | 2021年（令和4年）11月16日  |
| 26    | 熊谷雄一   | 2021年（令和4年）11月17日  | 現任                       |

### 市議會
- 人數為36人。不過，根據人口的比例議員人數應為38人，但根據條例而將人數定為36人。
- 議長：吉田博司

| 派系名           | 計 |
| 計               | 36 |
| ---------------- | -- |
| 自由民主黨       | 15 |
| 民主黨           | 11 |
| 社民黨．市民連合 | 3  |
| 公明黨           | 2  |
| 日本共產黨議員團 | 2  |
| 其他派系         | 3  |
| （空缺）         | -  |

（本屆任期至：2011年（平成23年）5月1日）

### 廳舍、分所
- 市政總廳舍（本館、別館）
- 市川分所
- 大館分所
- 是川分所
- 下長分所
- 館分所
- 豐崎分所
- 八戶驛市民服務中心
- 南濱分所
- 南鄉區市政府大樓（舊南鄉村市政府大樓）
- 島守分所

## 經濟

### 產業

#### 漁業
- 八戶漁港
- 白濱漁港
- 深久保漁港
- 種差漁港
- 大久喜漁港
- 金濱漁港

#### 礦業
- 八戶礦山

#### 工業
- 三菱製紙八戶工場（同社的主要工場，為國內少數的製紙工場。）
- 八戶水泥八戶工場（主要以鐵路貨運來運輸水泥。）
- 大平洋金屬八戶總公司（登記上的總公司為東京）、工廠（同社的主要生產據點）
- 高周波鑄造（日本高周波鋼業相關公司）
- MRC Unitec（三菱人造絲子公司，前日東化學工業八戶工場）
- 日東石膏板（三菱人造絲相關公司，前日東化學工業八戶工場）
- Co-op Chemical 八戶工場（前日東化學工業八戶工場）
- 八戶製鍊（三井金屬礦業子公司）
- 東京鐵鋼八戶工場
- 北日本造船
- 東北電力八戶火力發電廠
- 合同酒精八戶工場（Oenon Holdings 子公司）
- 東北古河電工
- 多摩川精機八戶辦公室
- Citizen LCTec（Citizen 集團）
- ULVAC 材料、ULVAC 東北、ULVAC 化工技術（ULVAC 集團）
- EPSON ATMIX（SEIKO EPSON子公司）
- 天馬八戶工場

#### 商業
- 櫻野百貨公司八戶店
- 中合三春屋店
- VIANOVA
- cino HACHINOHE
- 八戶 LAPIA（核心店舗：長崎屋八戶店）
- PiaDo（核心店舗：伊藤洋華堂八戶沼館店）
- 八食中心
- Symphony Plaza 沼館

#### 軟件及通訊業
- 雅虎日本 INSIGHT 八戶辦公室
- 筑波軟件工程青森辦公室
- 八戶北國際工業園區

### 郵政

#### 配送據點
- 郵政事業
  - 八戶分店（與日本郵政銀行八戶店併設）
  - 八戶西分店
    - 南鄉配送據點

#### 郵政局
| - 八戶郵政局（84006） - 八戶鮫郵政局（84053） - 八戶西郵政局（84060） - 八戶小中野郵政局（84074） - 南鄉郵政局（84087） - 八戶常泉下郵政局（84110） - 島守郵政局（84129） - 豐崎郵政局（84144） - 八戶中央通郵政局（84158） - 八戶新井田郵政局（84160） - 館郵政局（84163） - 八戶湊郵政局（84165） - 八戶荒町郵政局（84185） - 市川郵政局（84197） - 本八戶站內郵政局（84198） - 八戶白銀郵政局（84200） - 種差郵政局（84209） - 是川郵政局（84218） - 桔梗野郵政局（84210） - 八戶吹揚郵政局（84224） - 八戶江陽郵政局（84237） | - 八戶根城郵政局（84244） - 八戶大町郵政局（84246） - 日計郵政局（84251） - 八戶旭丘郵政局（84255） - 八戶大杉平郵政局（24259） - 多賀台郵政局（84262） - 八戶白銀台郵政局（84263） - 八戶類家郵政局（84267） - 八戶中居林郵政局（84269） - 八戶河原木郵政局（84272） - 八戶湊台郵政局（84278） - 八戶田面木郵政局（84282） - 八戶湊高台郵政局（84284） - 八戶新市鎮郵政局（84287） - 八戶站前郵政局（84288） - 高岩簡易郵政局（84707） - 八戶下長簡易郵政局（84733） - 三條簡易郵政局（84782）※：於2010年（平成22年）5月28日暫時關閉 - 東前田簡易郵政局（84784） - 八戶卸中心郵政局（84795） |

## 交通

### 鐵道
- 東日本旅客鐵道
  - 東北新幹線：八戶站
  - 八戶線：八戶站 - 長苗代站 - 本八戶站 - 小中野站 - 陸奧湊站 - 白銀站 - 鮫站 - PlayPia白濱站 - 陸奧白濱站 - 種差海岸站 - 大久喜站 - 金濱站
- 青森鐵道
  - 青森鐵道線：北高岩站 - 八戶站- 陸奧市川站
- 八戶臨海鐵道
  - 八戶臨海鐵道線：八戶站 - 北沼站

#### 曾經存在的路線
- 南部鐵道：尻內站（現：八戶站） - 張田站 - 正法寺站 - 七崎站 - 豐崎站

### 高速巴士
- 十和田觀光電鐵、國際興業巴士
  - 天狼星號（十和田市站 - 八戶 LAPIA 巴士總站 - 池袋站東口、東京站巴士站）
- 南部巴士、十和田觀光電鐵、JR巴士東北、宮城交通
  - 海貓號（八戶 LAPIA 巴士總站 - 仙台站西口巴士站）
- 南部巴士、岩手縣北巴士
  - 八盛號（八戶 LAPIA 巴士總站 - おりつめ道之驛、淨法寺轉車站、盛岡巴士中心）
- 南部巴士
  - 輕米高速線（八戶站 - 輕米）

### 路線巴士
- 八戶市營巴士
  - 八戶市內各路線
- 南部巴士
  - 八戶市內各路線
  - 八食100日圓巴士
  - 八食200日圓巴士
  - 八戶
  - 八戶～三戶
  - 八戶～五戶
  - 八戶～輕米
  - 八戶～大野
- 十和田觀光電鐵
  - 十和田～八戶線
  - 八戶～三澤機場線
- JR巴士東北
  - 奧入瀨號：八戶站（西口）～十和田湖

#### 舊南郷村區域
- 南部巴士（八戶～南鄉～輕米）
- 南鄉社區交通

### 道路

#### 高速公路

##### 高速自動車國道
- 八戶自動車道：南鄉交匯處 - 八戶交點 - 八戶交匯處、八戶北交匯處

##### 高規格幹線道路（一般國道自動車專用道路）
- 八戶久慈自動車道

一般國道45號八戶南環狀道路：（八戶交點） - 八戶是川交匯處 - 八戶南交匯處（八戶交點～八戶是川交匯處之間正在興建中）

##### 與高速自動車國道並行的一般國道汽車專用道路
- 一般國道45號百石道路：八戶北交匯處

#### 一般國道
- 國道45號
- 國道104號
- 國道340號
- 國道454號

#### 縣道

##### 主要地方道
- 青森縣道1號八戶階上線
- 青森縣道8號八戶野邊地線
- 青森縣道、岩手縣道11號八戶大野線
- 青森縣道15號橋向五戶線
- 青森縣道19號八戶百石線

- 青森縣道20號八戶三澤線
- 青森縣道23號本八戶停車場線
- 青森縣道29號八戶環狀線
- 岩手縣道、青森縣道33號輕米名川線
- 青森縣道42號名川階上線

##### 一般縣道
- 青森縣道134號櫛引上名久井三戶線
- 青森縣道138號島守八戶線
- 青森縣道139號差波新井田線
- 青森縣道141號市川下田停車場線

- 青森縣道167號陸奧市川停車場線
- 青森縣道221號鳥谷部十日市線
- 青森縣道225號中野北高岩停車場線
- 青森縣道251號妙賣市線

#### 市道

##### 舊八戶市域
- 八戶市道白銀沼館環狀線
- 八戶市道上組町湊線
- 八戶市道沼館三日町線
- 八戶市道大久喜港線
- 八戶市道嚴島線
- 八戶市道南海岸五號線
- 八戶市道澤金濱線
- 八戶市道西金濱二號線
- 八戶市道大久喜線
- 八戶市道階上道線
- 八戶市道二號白濱道線
- 八戶市道白銀金吹澤道線
- 八戶市道白銀鮫線

##### 舊南鄉村域
- 八戶市道島守根子久保線
- 八戶市道十文字澤代線
- 八戶市道澤代西山線
- 八戶市道境之澤刈又線
- 八戶市道相畑古里線
- 八戶市道不習長代線
- 八戶市道不習楜桃澤線
- 八戶市道崎之木澤水吉線
- 八戶市道不習山田線
- 八戶市道島守根子久保線
  - 更多

### 港灣
- 八戶海上保安部（由第二區域海上保安總部管轄）
- 八戶港（重要港口）
  - 渡輪(八戶～苫小牧，由川崎迎海汽船經營，每天四次航班)

### 機場
目前機場已沒有定期航班。海上自衛隊八戶航空基地過去曾有商業航空公司進行航班升降，當時被稱為「八戶機場」。現在離本市最近的機場是三澤市的三澤機場。

## 觀光

### 景點、遺跡
- 長七谷地貝塚（市川町字長七谷地吹上，繩文時代早期的貝塚及聚落遺跡。國家歷史遺跡）  （页面存档备份，存于）
- 是川遺跡（是川，國家歷史遺跡）  （页面存档备份，存于）

繩文遺跡。出土的文物將會在八戶市繩文學習館展出及指定為國家重要文物  （页面存档备份，存于）
- 八戶市繩文學習館（是川考古博物館）（是川）
- 丹後平古墳群（根城字丹後平，估計約有100座左右，國家歷史遺跡） （页面存档备份，存于）
- 蕪島（鮫町字鮫，日本音風景百選及黑尾鷗繁殖地，國家自然景觀） （页面存档备份，存于）
- 種差海岸（國家名勝）  （页面存档备份，存于）
- 館鼻公園
- 大須賀海岸（鳴之砂的海岸）
- 八戶市博物館（根城字東構，已登記的博物館）
- 八戶市美術館（番町，已登記的博物館 ）
- 八戶市立民俗史料收藏庫（關於漁具，鮫町字大作平）
- 根城（國家歷史遺跡  （页面存档备份，存于），鄰近上文提及的八戶市博物館。）
- 櫛引八幡宮（八幡字八幡丁）

本殿等建築：國家重要文物  （页面存档备份，存于）
工藝品：國寶（赤糸威鎧兜 （页面存档备份，存于）、白糸威褄取鎧兜 （页面存档备份，存于））、重要文物（紫糸威肩白淺黃鎧兜 （页面存档备份，存于）、唐櫃入白糸威肩赤胴丸兜 （页面存档备份，存于）、兜淺黃威肩赤大袖二枚付 （页面存档备份，存于））
- 八戶城角御殿表門（內丸，本縣重要寶物  （页面存档备份，存于），為八戶城唯一保存的遺跡。）
- 餓死萬靈等供養塔及其戒壇石（新井田字寺之上，本縣歷史遺跡  （页面存档备份，存于），供養因天明飢餓而餓死的人。）
- 一里塚（本縣歷史遺跡，十日市天摩  （页面存档备份，存于），南鄉區頃卷澤字長久保  （页面存档备份，存于）、南鄉區市野澤字新田．中野字大久 （页面存档备份，存于）、南鄉區大森字砂子崎．字林崎  （页面存档备份，存于），慶長年間。）
- 清水寺（是川字中居，觀音堂為國家重要文物：觀音堂 （页面存档备份，存于））
- 南宗寺（長者，本縣重要寶物 山門 （页面存档备份，存于））
- 新羅神社（長者，本縣重要寶物 本殿、拜殿 （页面存档备份，存于））
- 舊八戶小學講堂（八幡字八幡丁，櫛引八幡宮，本縣重要寶物  （页面存档备份，存于）。於明治14年完成的木造仿西洋建築。）
- 舊河內屋橋本合名會社（八日町，登記的物質民俗文化財產  （页面存档备份，存于）。於大正13年完成。風格木造近代建築。）
- 更上閣主屋（本徒土町，登記的物質民俗文化財產  （页面存档备份，存于）。泉山豪宅，近代和風建築，於明治30年及大正8年增建。）
- 舊旭商會（小中野，登記的物質民俗文化財產  （页面存档备份，存于）。約大正6年，文藝復興風格。）
- 八戶市水產科學館 Marient（鮫町字下松苗場）
- 八食中心
- 彌勒橫丁（屋台村）
- 南鄉道之驛
- 八戶市南鄉歷史民俗資料館（南鄉區大字島守字小山田）
- 榧木（南鄉區島守字門前，高松寺，本縣自然景觀  （页面存档备份，存于），估計樹齡約500年。）
- 帆風美術館

### 祭典、特別活動
- 八戶之朳（えんぶり）（重要的無形民俗文化財產）（2月中旬）
- 南鄉夏日爵士音樂節（7月下旬）
- 八戶七夕祭（7月下旬）分別在中心街及陸奧湊2處舉行
- 八戶三社大祭的山車行事（重要的無形民俗文化財產）（7月末～8月上旬）
- 南部道樂節（9月最後那星期的週末）
- 騎馬打毬（重要的無形民俗文化財產）

## 滑冰與冰上曲棍球
「冰都八戶」的歷史是由1947年（昭和22年）的第1屆冬季國民體育大會（國體）開始。直至2009年，八戶市共舉行了11次冬季國體或陸奧國體。此外，由1932年（昭和3年）的第3屆開始，八戶市亦舉行了4屆全日本冰上曲棍球選手權大會，其中第74屆是由八戶新井田室內滑冰場及三澤市冰場共同舉辦。而在1948年（昭和23年）的第16屆全日本冰上曲棍球選手權大會（盛岡市舉行）更是由八戶白熊勝出。而亞洲冰球聯賽的日光冰鹿及已退出的西武王子兔中都有不少相關球員。
（主要的滑冰場）
- 長根滑冰場（Skating Rink）、南部山冰場（Ice Arena）、新井田室內滑冰場（Indoor Rink）、東冰場（Ice Arena，暫停營業中）、福地（ふくち）冰場（Ice Arena）、三澤冰場（Ice Arena）

（主要的少年冰球隊）
- 八戶白熊Jr、八戶北Jr、八戶南Jr、八戶東Jr、八戶海盜Jr、福地Jr、三澤Jr

（主要經營冰球的集團）
- 八戶市政府、八戶信用金庫、YS冰球（吉田產業）、小中野鳳凰

### 地方球隊
- 東北自由刃（亞洲冰球聯賽）

## 地域

### 教育

#### 大學、短期大學
私立
- 八戶工業大學
- 八戶大學
- 八戶短期大學

#### 高等專門學校
國立、獨立行政法人
- 八戶工業高等專門學校

#### 高等學校
縣立
- 南鄉高等學校
- 八戶北高等學校
- 八戶工業高等學校
- 八戶高等學校
- 八戶商業高等學校
- 八戶水產高等學校
- 八戶中央高等學校
- 八戶西高等學校
- 八戶東高等學校
- 八戶南高等學校
- 北斗高等學校八戶分室

私立
- 光星學院高等學校
- 向陵高等學校
- 仙台育英學園高等學校ILC青森
- 千葉學園高等學校
- 八戶工業大學第一高等學校
- 八戶工業大學第二高等學校
- 八戶聖烏蘇拉學院高等學校

#### 中學
市立
- 市川中學
- 大館中學
- 江陽中學
- 小中野中學
- 是川中學
- 鮫中學
- 三條中學

- 島守中學
- 下長中學
- 白銀中學
- 白銀南中學
- 第一中學
- 第二中學
- 第三中學

- 長者中學
- 豐崎中學
- 中澤中學
- 根城中學
- 白山台中學
- 東中學
- 北稜中學

- 湊中學
- 南濱中學
- 美保野中學
- 明治中學

八戶市．階上町學校組合立
- 田代中學

私立
- 八戶聖烏蘇拉學院中學

#### 小學
市立
- 旭丘小學
- 市野澤小學
- 大久喜小學
- 柏崎小學
- 金濱小學
- 桔梗野小學
- 江南小學
- 江陽小學
- 小中野小學
- 是川小學
- 是川東小學
- 鮫小學

- 三條小學
- 島守小學
- 下長小學
- 城北小學
- 白銀小學
- 白銀南小學
- 城下小學
- 青潮小學
- 多賀小學
- 多賀台小學
- 高館小學
- 種差小學

- 田面木小學
- 長者小學
- 轟木小學
- 圖南小學
- 豐崎小學
- 中居林小學
- 中野小學
- 新井田小學
- 西園小學
- 根岸小學
- 根城小學
- 白鷗小學

- 白山台小學
- 八戶小學
- 鳩田小學
- 番屋小學
- 日計丘小學
- 吹上小學
- 町畑小學
- 松館小學
- 湊小學
- 美保野小學
- 明治小學

八戶市．階上町學校組合立
- 田代小學

#### 特殊學校
縣立
- 八戶第一養護學校
- 八戶第二養護學校
- 八戶盲人學校

### 所屬警察署
- 八戶警察署

### 圖書館
- 八戶市立圖書館
- 八戶市圖書情報中心
- 八戶市立南鄉圖書館

### 醫療、福利
- 八戶市立市民醫院
- 八戶赤十字醫院
- 獨立行政法人勞動者健康福祉機構青森勞災醫院
- 獨立行政法人國立醫院機構八戶醫院

### 金融
- 青森銀行：為八戶市指定的金融機構。
- 陸奧銀行
- 秋田銀行八戶分店
- 岩手銀行
- 東北銀行
- 北日本銀行
- 青森信用金庫：舊八戶信用金庫，唯一在八戶市設置總店的金融機構。
- 商工組合中央金庫（商工中金）八戶分店
- 青森縣信用組合八戶分店
- 飛鳥信用組合八戶分店
- 東北勞動金庫八戶分店
- 野村證券八戶分店
- SMBC 朋友證券八戶分店
- Monex 證券八戶聯絡中心
- 日本政策金融公庫（舊國民生活金融公庫）八戶分店
- 郵貯銀行八戶店（仙台分店八戶出張所：設置在八戶郵政局內）

#### 其他設置ATM的金融機構
- 東京之星銀行（市內設置2部）
- SEVEN 銀行（伊藤洋華堂八戶沼館店（PiaDo 內））
- ÆON 銀行（Maxvalu 八戶城下店內）

#### 曾在市內營業的金融機構
- 北海道銀行
- 十和田信用金庫

### 媒體
- 每日東北新聞社
- 東奧日報八戶分社
- 八戶電視放送（有線電視）
- Be FM（社區廣播、76.5MHz）
- NHK八戶分局（綜合電視：9ch、教育電視：7ch、第1電台：999kHz、第2電台：1377kHz、FM：81.8MHz）
- 青森放送（RAB）八戶分社（電視：11ch、電台：1485kHz）
- 青森電視台（ATV）八戶分社（33ch）
- 青森朝日放送（ABA）八戶分社（31ch）

原本總社設置於八戶市，2006年（平成18年）7月1日將放送中心（播放站）搬遷至青森市，並設置八戶分社。
- エフエム青森（AFB）八戶分局（78.4MHz）
- 岩手日報八戶分社
- IBC岩手放送（IBC）八戶分社
- 岩手電視台（TVI）八戶分社
- 岩手可愛電視台（mit）八戶分社

### 互聯網服務供應商
- HI-NET

## 姊妹城市、提攜都市

### 國外
- 費德勒爾韋（美國華盛頓州）
  - 1993年（平成5年）8月1日締結姊妹都市。（在教育、文化、經濟、體育及青年等作出交流。）
- 塔科馬港（美國華盛頓州）
  - 1995年（平成7年）八戶港與塔科馬港之間締結「經濟質易協定」（成為姊妹港）。
- 馬尼拉港（菲律賓）
  - 2000年（平成12年）八戶港與馬尼拉港成為姊妹港。

## 本地出身的名人
- 山口真帆 （NGT48 成員）
- 梅內美華子（歌人）
- 勝生真沙子（聲優）
- 羽仁もと子（記者）
- 三浦哲郎（芥川獎作家）
- 北山陽一（The Gospellers／ゴスペラーズ）
- 藤川優里（政治家）
- タカチャ（創作歌手）
- 田中義剛（藝人）
- 百香（當地藝人）
- 伊調千春（摔角選手）
- 伊調馨（摔角選手，伊調千春的妹妹）
- 坂本日登美（摔角選手）
- 坂本真喜子（摔角選手，坂本日登美的妹妹）
- 坂本襟（摔角選手，坂本姊妹的表親）
- フルカワミキ（前 SUPERCAR 的成員、歌手及作曲家）
- 松本コンチータ（AV女優）
- 工藤洋子（AV女優、風俗孃）
- 羅川真里茂（漫畫家）
- 上野由加里（青森放送播音員）
- 小渡惠利子（女高音歌手）
- 林滿理子（女高音歌手）
- 加賀ひとみ（女低音歌手）
- 福山出（男高音）
- 馬場葉子（爵士樂鋼琴家、散文家）
- 類家心平（爵士樂小號手）
- 大谷能生（音樂家、批評家）
- 佐藤慎悟（古典鋼琴家）
- 鈴木和德（敲擊樂家）
- 北向敏幸（NHK播音員）
- 佐佐木信綱（作曲家）
- 名久井十九三（雕塑家）
- 床壽（大相撲特等床山、高砂部屋所屬）
- 近藤陽子（女子冰球員）
- 中村亞美（女子冰球員）
- 富岡喜平（單車運動員）
- 船田真妃（avex×USEN、a-motion'07入圍者，HEXAGON AUDITION 2009入圍者）
- 內田俊宏（經濟學家）
- 木村千草（歌手）
- 三杉磯拓也（前力士，現年寄峰崎）
- 山脇直司（哲學家、東京大學教授、八戶大使）
- 室井佑月（作家）
- 鈴奈（歌手、舞蹈員）
- 市川笑也（歌舞伎演員）
- 桂小文治（落語家）